# Fontaine de carnaval (Mayence)

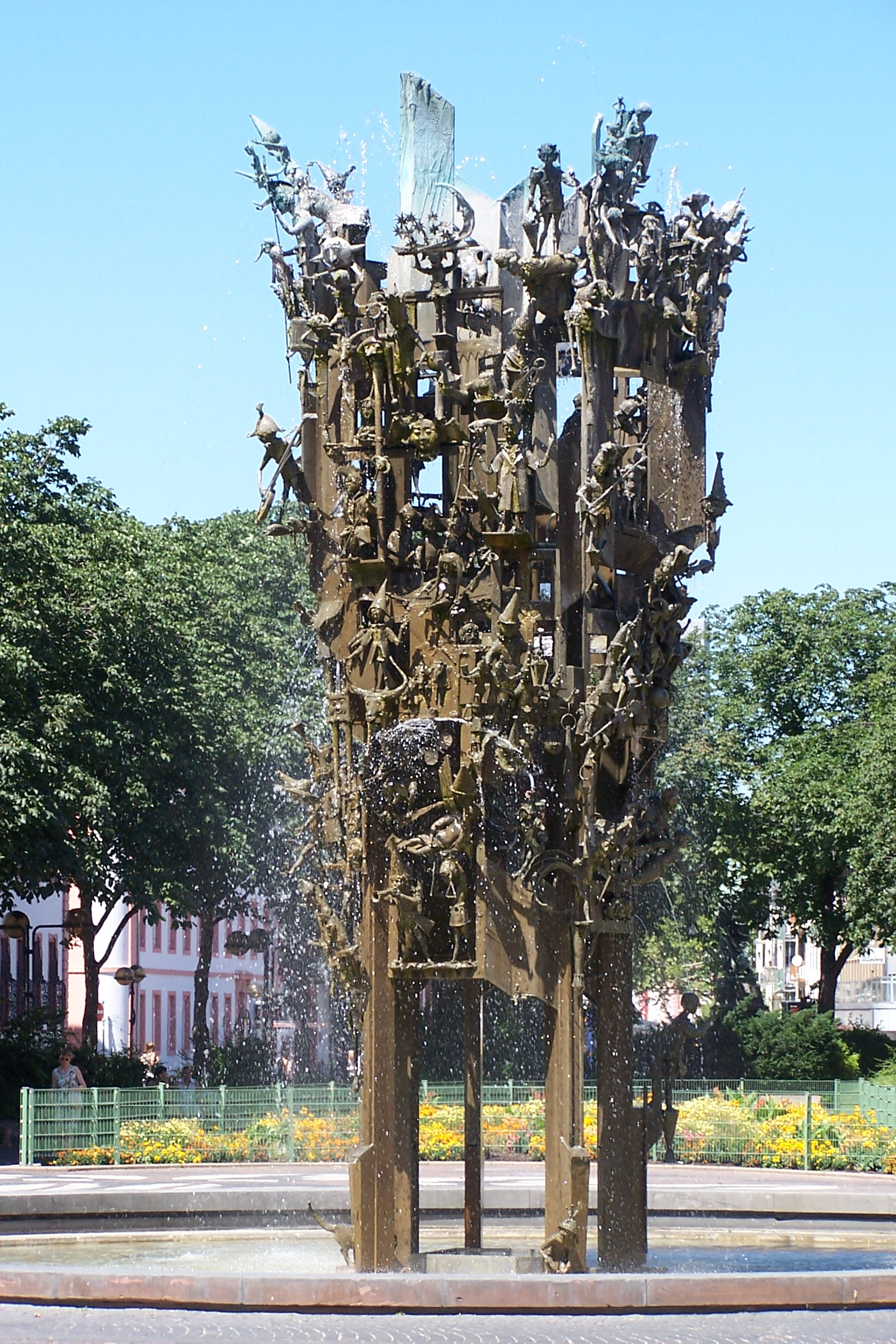
Fontaine de carnaval, composée de nombreuses figurines de « fous »

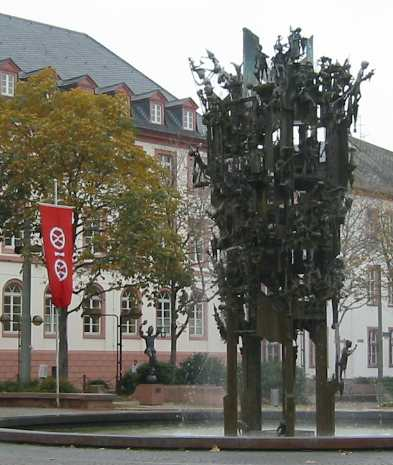
Fontaine de carnaval à Mayence, avant l'Hôtel de Bassenheim

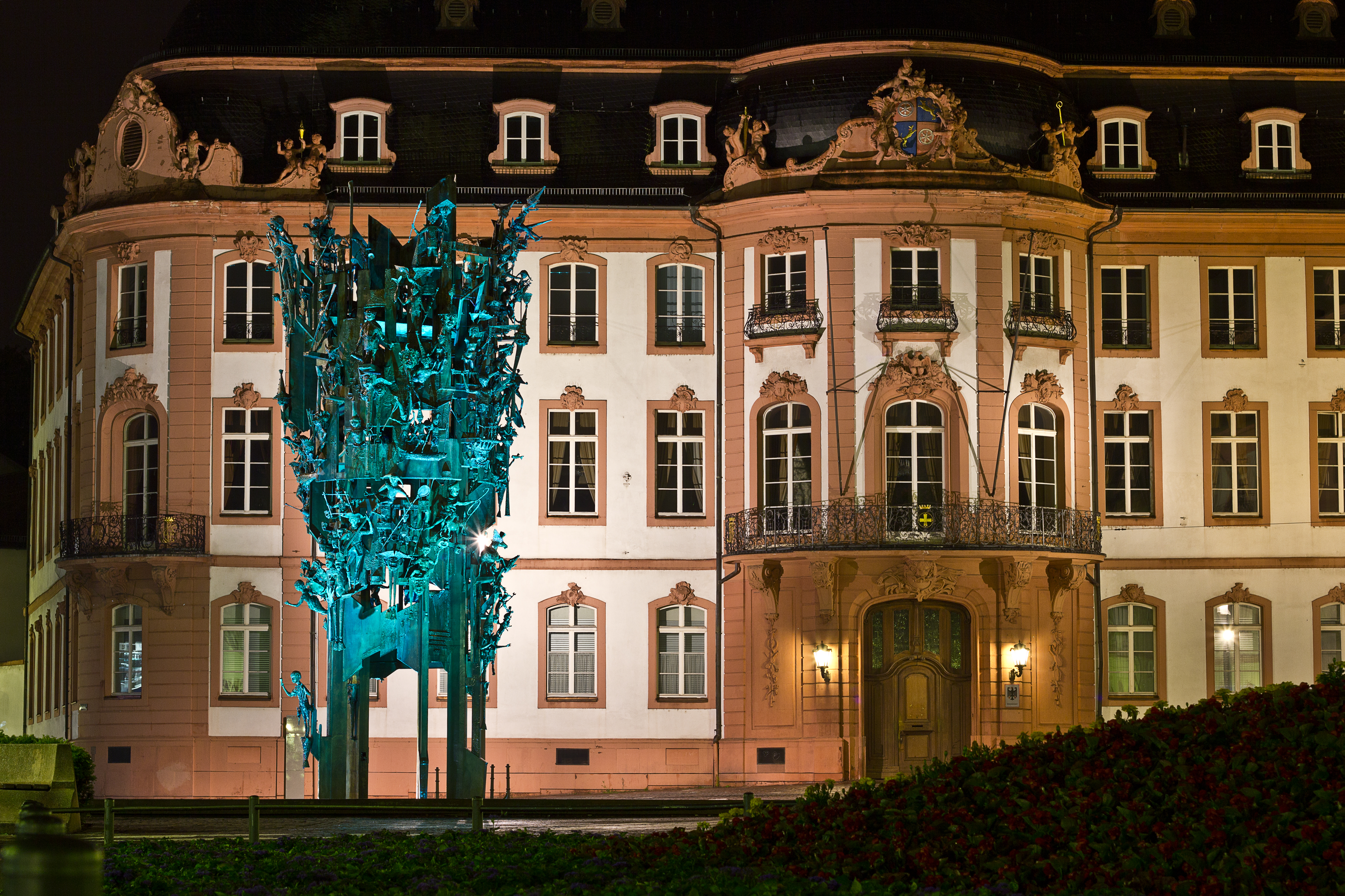
Fontaine de carnaval, éclairée de nuit, avant l'Hôtel d'Ostein

La fontaine de carnaval se trouve sur la Schillerplatz, à Mayence, au coin de la Schillerstraße et de la Ludwigsstraße. Ce monument a pour objet la représentation de la cinquième saison, celle des fous. Sa construction a duré trois ans et s’est achevée le 4 janvier 1967 dans la clameur de la foule mayençaise.  

## Créateur
En 1963, la ville de Mayence se tourne vers un petit groupe d’industriels, et leur demande s’ils sont prêts, malgré les bombardements aériens de Mayence, à créer un nouveau monument en honneur du Carnaval de Mayence. Eckes AG, entreprise de boissons, implantée à Nieder-Olm et fondée par Ludwig Eckes, propose de participer.

## Sélection
À la suite de l’appel d’offres, c’est le dessin de l’artiste et professeur munichois, Blasius Spreng, qui est choisi parmi près de 234 propositions. Ce dernier a également conçu de nombreux monuments commémoratifs en Allemagne après la guerre. Le peintre et sculpteur, Ewald Mataré, préside le jury. La proposition résulte d’une collaboration entre Blasius Spreng et l’architecte mayençais, Helmut Gräf.

## Conception
La fontaine de carnaval, en forme de tour et sculptée dans du bronze, mesure près de 9 mètres de haut et comprend près de 200 figurines et allégories en bronze. Vater Rhein (le moine), le fou et ses attributs, Arlequin et der Mann mit dem Brett vor dem Kopf, le chat, Till l'Espiègle, Hans Wurst, la déesse de la ville, Moguntia, le nettoyeur de bourse, le vagabond, les têtes enflées (Schwellköpp) ou le bouffon et le saltimbanque sont autant de personnages présentés comme ayant un lien étroit avec l’histoire du carnaval et de la ville de Mayence. Des sarments de vignes et des Weck, Worscht un Woi (du pain, des saucisses et du vin) sont représentés.
Concernant l’homme sur un âne, contrairement aux usages, il ne s’agit pas d’un Paragraphenreiter (porteur de paragraphe, allégorie de la justice). L’important ici, n’est pas qu’il soit assis dans le mauvais sens ou qu’il guide l’âne en tenant sa queue par la main. C’est davantage l’image de l’humiliation publique ressentie au cours des derniers siècles qui est mise en avant. Les associations de carnaval à Rottweil infligeaient cette humiliation aux hommes qui se laissaient battre par leur femme. Le signe du paragraphe sert seulement à illustrer le caractère pénal.
Si l’on observe correctement cette fontaine, on remarque qu’elle repose sur la pointe et s’affine sur la base. C’est la représentation de la fragilité du monde heureux des fous. Ainsi, ce monument se veut un hommage à la joie de vivre. Cette fontaine représente également la cathédrale de Mayence, qui se retrouve à l’envers durant carnaval. Observer la fontaine de carnaval et la cathédrale depuis le côté ouest de la Schillerplatz, offre un angle de vue intéressant
Les bords du bassin de la fontaine sont en grès rouge, taillés par Helmut Gräf. La fontaine de carnaval marque la limite avec l’autre côté de la place, où se trouve la statue de Schiller. Du côté de la fontaine, on retrouve de nombreuses figurines de carnaval, de vieux arbres et quelques plates-bandes. Les Mayençais ont tout de suite apprécié cette fontaine.

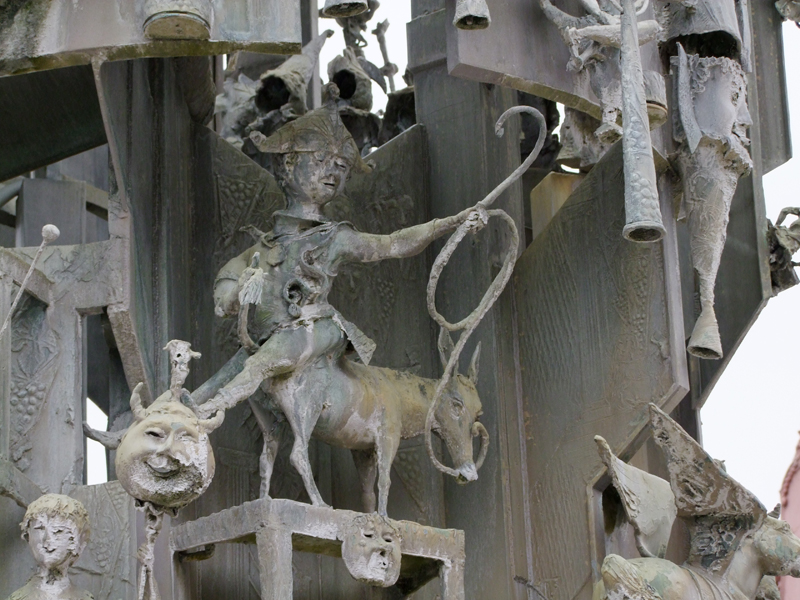
Homme sur un âne
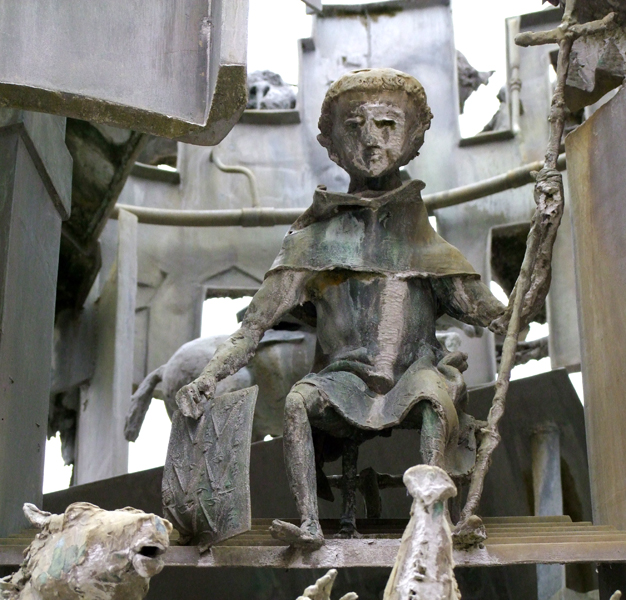
Le moine et les 3 W (pain, vin et saucisse)
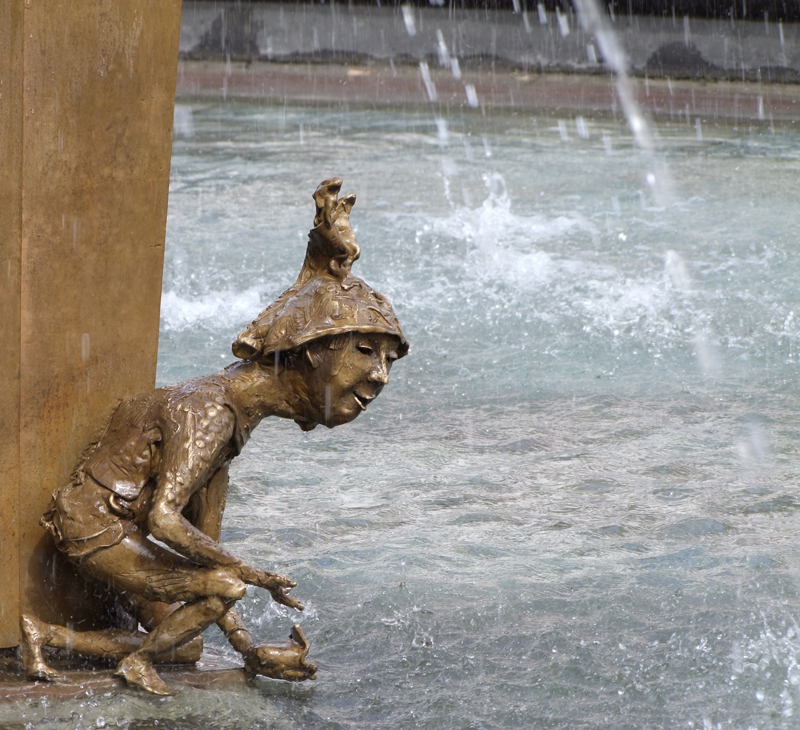
Personnage lavant sa bourse

## Modèle présenté pour l’appel d’offres
En décembre 2008, une représentation à l’échelle 1 dixième a été réalisée. Haute de près de 60 centimètres et faite avec 13 kilogrammes de bronze, elle fut vendue sur eBay pour 4 800 euros avec des esquisses de Blasius Spreng de 1987, ainsi qu’une liasse de croquis, des photos, des plans du cadastre, et les correspondances entre l’artiste, Ludwig Eckes et Jockel Fuchs, maire de la ville. Le conservateur des monuments historiques, Joachim Glatz, a souvent exprimé son désir de voir les associations de carnaval se regrouper pour rendre à Mayence cette pièce maîtresse pour le musée du carnaval.

## Litterature
- Klaus Mayer: Meditationen um den Mainzer Fastnachtsbrunnen. (Méditations autour de la fontaine du Carnaval de Mayence) Éditions Krach, 1972.

## Voir également
Le monument en hommage à la liberté est resté à la même place de 1930 à 1933.
- Carnaval de Mayence